# Koripallon miesten SM-sarjakausi 1956
La Koripallon miesten SM-sarjakausi 1956 è stata la 16ª edizione del massimo campionato finlandese di pallacanestro maschile. La vittoria finale è stata ad appannaggio del Pantterit.

## Risultati

### Stagione regolare
|     | Squadra                  | G  | V  | N | P  | PF   | PS   | Pt. | Qualificazione |
| --- | ------------------------ | -- | -- | - | -- | ---- | ---- | --- | -------------- |
| 1.  | Pantterit                | 22 | 18 | 2 | 2  | 1712 | 1356 | 38  |                |
| 2.  | Sörnäisten NMKY          | 22 | 15 | 2 | 5  | 1402 | 1151 | 32  |                |
| 3.  | Helsingin Jyry           | 22 | 15 | 2 | 5  | 1491 | 1342 | 32  |                |
| 4.  | Työväen Maila-Pojat      | 22 | 14 | 2 | 6  | 1308 | 1200 | 30  |                |
| 5.  | ToPo Helsinki            | 22 | 12 | 2 | 8  | 1336 | 1224 | 26  |                |
| 6.  | Tampereen Pyrintö        | 22 | 12 | 1 | 9  | 1380 | 1300 | 25  |                |
| 7.  | Helsingin Urheilijat -41 | 22 | 11 | 1 | 10 | 1310 | 1352 | 23  |                |
| 8.  | Karhun Pojat             | 22 | 10 | 2 | 10 | 1406 | 1345 | 22  |                |
| 9.  | Hels. Kisa-Toverit       | 22 | 10 | 2 | 10 | 1312 | 1326 | 22  | retrocesse     |
| 10. | Eiran Kisa-Veikot        | 22 | 4  | 0 | 18 | 1330 | 1467 | 8   | retrocesse     |
| 11. | Turun NMKY               | 22 | 2  | 0 | 20 | 946  | 1427 | 4   | retrocesse     |
| 12. | Pispalan Tarmo           | 22 | 1  | 0 | 21 | 1039 | 1482 | 2   | retrocesse     |

| Koripallon miesten SM-sarjakausi 1956 |
| ------------------------------------- |
| Pantterit 11º titolo                  |

## Formazione vincitrice
| N° | Naz.                 | Ruolo | Sportivo       |  | Alt. |  |
| -- | -------------------- | ----- | -------------- |  | ---- |  |
|    | Finlandia (bandiera) |       | Esko Karhunen  |  |      |  |
|    | Finlandia (bandiera) | G     | Seppo Kuusela  |  |      |  |
|    | Finlandia (bandiera) |       | Raine Nuutinen |  | 190  |  |
|    | Finlandia (bandiera) |       | Olavi Lahtinen |  |      |  |
|    | Finlandia (bandiera) |       | Juhani Kala    |  | 183  |  |